# Carl Henry Brans
Carl Henry Brans (Dallas, 13 de diciembre de 1935 -) fue un físico matemático estadounidense. Su trabajo se centró principalmente en el campo de la relatividad general, desarrollando la teoría Brans-Dicke, una teoría que ha sido refutada.

## Vida
En 1957 se graduó en la Universidad de Loyola, en Luisiana. Después de obtener el doctorado 1961 en la Universidad de Princeton, Indiana, regresó a Loyola y en 1970 fue allí profesor de física.

## Teoría Brans-Dicke
En 1961 desarrolló, junto con Robert Dicke, la teoría Brans-Dicke. Esta teoría es una variante de la teoría de la relatividad general de Albert Einstein, y postulaba entre otras cosas que la constante de gravitación universal variaba en función del tiempo.
A finales de la década de 1970 se realizaron una serie de medidas de gran precisión, las cuales refutaron por completo las predicciones de la teoría.